# Kinga Różyńska
Kinga Różyńska (ur. 12 lipca 1998 roku w Drawsku Pomorskim) – polska siatkarka, grająca na pozycji środkowej, młodzieżowa reprezentantka kraju.

## Sukcesy klubowe

### młodzieżowe
Mistrzostwa Polski juniorek:
- 2014
- 2015, 2016

Mistrzostwa Polski kadetek:
- 2015

Mistrzostwa Polski U-23:
- 2017

### seniorskie
Tauron Liga:
- 2025[6]

## Sukcesy reprezentacyjne
Mistrzostwa Świata juniorek:
- 6. miejsce 2017

## Nagrody indywidualne
- 2016: Najlepsza środkowa Mistrzostw Polski juniorek